# Hittegolf

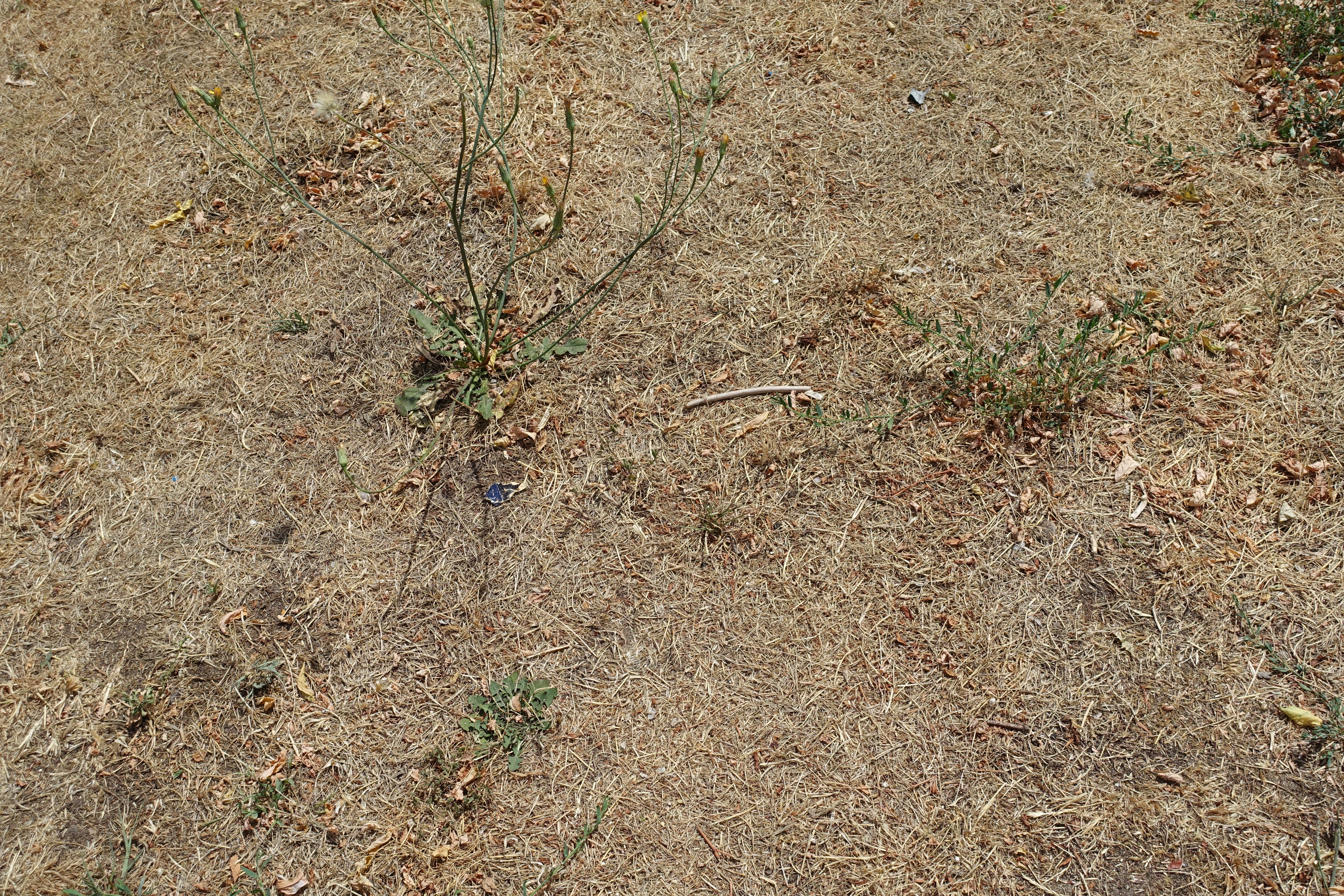
Droog gras in de Achterhoek, gevolg van de hittegolf van zomer 2018

Een hittegolf is een periode die gekenmerkt wordt door uitzonderlijk hoge temperaturen. Wat er precies onder een hittegolf verstaan wordt, hangt sterk af van waar men zich op aarde bevindt. Een hittegolf weegt zwaarder door in stedelijk gebied door het hitte-eilandeffect.
Na onderzoek van de World Weather Attribution in 2023 concluderen klimaatwetenschappers dat hittegolven in Zuid-Europa, Noord-Amerika en China door de klimaatverandering heden en in de toekomst vaker en intenser zullen voorkomen.

## Definitie in België en Nederland
| Een echte hittegolf | Een echte hittegolf | Een onechte hittegolf | Een onechte hittegolf |
| Datum               | Max.                | Datum                 | Max.                  |
| ------------------- | ------------------- | --------------------- | --------------------- |
| 12 jul              | 24,7 °C             | 09 aug                | 26,0 °C               |
| 13 jul              | 25,1 °C             | 10 aug                | 24,1 °C               |
| 14 jul              | 28,9 °C             | 11 aug                | 29,4 °C               |
| 15 jul              | 31,0 °C             | 12 aug                | 32,8 °C               |
| 16 jul              | 28,6 °C             | 13 aug                | 34,0 °C               |
| 17 jul              | 30,6 °C             | 14 aug                | 25,5 °C               |
| 18 jul              | 32,4 °C             | 15 aug                | 20,1 °C               |
| 19 jul              | 23,0 °C             | 16 aug                | 19,0 °C               |

Het KNMI (Nederland) en sinds 2003 ook het KMI (België) hanteren de volgende officiële definitie: ten minste vijf dagen achtereen waarop de maximumtemperatuur 25,0 °C of meer bedraagt (zomerse dagen); waarbij ten minste op drie dagen de maximumtemperatuur 30,0 °C of meer bedraagt (tropische dagen). Deze temperaturen worden op anderhalve meter boven het maaiveld gemeten in een zogenaamde weerhut.
In het dagelijkse taalgebruik wordt de uitdrukking 'hittegolf' vaak gebruikt zonder dat het weer voldoet aan bovenstaande definitie. Links staan twee fictieve voorbeelden van een echte hittegolf en een onechte hittegolf.
In Nederland hebben klimatologen het over een landelijke hittegolf, wanneer in De Bilt er sprake is van een hittegolf volgens bovenstaand criterium. In België geldt Ukkel als de maatstaf.
Wanneer een hittegolf op een ander weerstation dan De Bilt of Ukkel wordt gemeten, is er wel sprake van een regionale hittegolf. Afhankelijk van de streek kunnen die veel vaker of juist minder vaak voorkomen dan landelijke hittegolven. Zo waren er in Nederland tussen 1991 en 2020 op weerstation Arcen 38 hittegolven, terwijl het er in De Bilt in dezelfde periode zeventien waren en op Vlieland slechts een.

## Hittegolven in België
Bij het KMI in Ukkel is er sinds 1954 in de volgende jaren een hittegolf voorgekomen:
| Nr. | Jaar | Eerste dag  | Laatste dag  | Duur | Temperatuur warmste dag (in °C) |
| --- | ---- | ----------- | ------------ | ---- | ------------------------------- |
| 1   | 1957 | 27 juni     | 8 juli       | 12   | 36,2                            |
| 2   | 1959 | 7 juli      | 11 juli      | 5    | 36,8                            |
| 3   | 1975 | 29 juli     | 9 augustus   | 12   | 34,0                            |
| 4   | 1976 | 22 juni     | 8 juli       | 17   | 35,4                            |
| 5   | 1990 | 26 juli     | 5 augustus   | 11   | 35,3                            |
| 6   | 1994 | 19 juli     | 27 juli      | 9    | 33,0                            |
| 7   | 1995 | 7 juli      | 13 juli      | 7    | 33,0                            |
| 8   | 1995 | 29 juli     | 6 augustus   | 9    | 32,8                            |
| 9   | 1997 | 5 augustus  | 21 augustus  | 17   | 31,6                            |
| 10  | 1998 | 9 mei       | 14 mei       | 6    | 31,0                            |
| 11  | 2001 | 22 augustus | 26 augustus  | 5    | 32,9                            |
| 12  | 2003 | 1 augustus  | 13 augustus  | 13   | 34,4                            |
| 13  | 2005 | 18 juni     | 29 juni      | 12   | 33,9                            |
| 14  | 2006 | 9 juni      | 13 juni      | 5    | 31,1                            |
| 15  | 2006 | 15 juli     | 30 juli      | 16   | 36,2                            |
| 16  | 2010 | 7 juli      | 14 juli      | 8    | 33,6                            |
| 17  | 2013 | 21 juli     | 27 juli      | 7    | 32,4                            |
| 18  | 2015 | 30 juni     | 5 juli       | 6    | 34,5                            |
| 19  | 2016 | 23 augustus | 27 augustus  | 5    | 32,5                            |
| 20  | 2017 | 18 juni     | 22 juni      | 5    | 32,4                            |
| 21  | 2018 | 13 juli     | 27 juli      | 15   | 35,4                            |
| 22  | 2018 | 29 juli     | 7 augustus   | 10   | 34,8                            |
| 23  | 2019 | 23 juni     | 30 juni      | 8    | 32,6                            |
| 24  | 2019 | 22 juli     | 26 juli      | 5    | 39,7                            |
| 25  | 2019 | 23 augustus | 28 augustus  | 6    | 32,1                            |
| 26  | 2020 | 5 augustus  | 16 augustus  | 12   | 35,9                            |
| 27  | 2022 | 9 augustus  | 16 augustus  | 8    | 33,9                            |
| 28  | 2023 | 8 juni      | 17 juni      | 10   | 31,2                            |
| 29  | 2023 | 4 september | 11 september | 8    | 31,9                            |
| 30  | 2025 | 28 juni     | 2 juli       | 5    | 35,9                            |
| 31  | 2025 | 10 augustus | 15 augustus  | 6    | 33,2                            |

Late hittegolven (die eind augustus of in september beginnen) komen in België niet zoveel voor. Enkele voorbeelden zijn de jaren 1906, 1911, 1919, 1929, 1947, 2016, 2019 en 2023. In 1947 eindigde de 10 dagen durende hittegolf pas op 20 september. De hoogste temperatuur stond 72 jaar lang op datum van 27 juni 1947, toen het in Ukkel 36,6 °C werd. Dit record werd op 24 juli 2019 verbroken: er werd toen 40,7 °C gemeten. Een dag later moest het record worden bijgesteld op 41,8 °C in Begijnendijk, maar in Ukkel bleef de temperatuur die dag beperkt tot 39,7. In 2020 werd tussen 6 en 13 augustus de warmste week ooit in België gemeten, met een gemiddelde maximumtemperatuur van 33,3 °C. Dit was het resultaat van 8 dagen op rij een temperatuur boven de 30; ook dit was nooit eerder voorgekomen.

## Hittegolven in Nederland
De landelijke hittegolven in De Bilt (Nederland) worden geteld vanaf 1901. Het nationale hitterecord is gevestigd op 40,7 °C in Gilze-Rijen op 25 juli 2019.
| Nr. | Jaar | Eerste dag  | Laatste dag | Duur | Tropische dagen | Tropische dagen | Warmste dag  | Temperatuur warmste dag (in °C) |
| Nr. | Jaar | Eerste dag  | Laatste dag | Duur | Totaal aantal   | Langste reeks   | Warmste dag  | Temperatuur warmste dag (in °C) |
| --- | ---- | ----------- | ----------- | ---- | --------------- | --------------- | ------------ | ------------------------------- |
| 1   | 1911 | 8 augustus  | 14 augustus | 7    | 5               | 5               | 10 augustus  | 33,0                            |
| 2   | 1922 | 21 mei      | 25 mei      | 5    | 3               | 3               | 24 mei       | 32,8                            |
| 3   | 1923 | 5 juli      | 14 juli     | 10   | 5               | 5               | 11 juli      | 33,1                            |
| 4   | 1941 | 20 juni     | 26 juni     | 7    | 3               | 2               | 23 juni      | 32,0                            |
| 5   | 1941 | 6 juli      | 13 juli     | 8    | 6               | 6               | 12 juli      | 32,2                            |
| 6   | 1947 | 14 augustus | 21 augustus | 8    | 3               | 3               | 16 augustus  | 32,2                            |
| 7   | 1948 | 26 juli     | 30 juli     | 5    | 4               | 4               | 28 juli      | 31,3                            |
| 8   | 1975 | 29 juli     | 15 augustus | 18   | 6               | 6               | 8 augustus   | 32,9                            |
| 9   | 1976 | 23 juni     | 9 juli      | 17   | 10              | 5               | 3 juli       | 34,9                            |
| 10  | 1982 | 29 juli     | 4 augustus  | 7    | 4               | 3               | 2 augustus   | 31,9                            |
| 11  | 1983 | 4 juli      | 12 juli     | 9    | 3               | 3               | 11 juli      | 33,0                            |
| 12  | 1990 | 26 juli     | 4 augustus  | 10   | 3               | 3               | 4 augustus   | 35,3                            |
| 13  | 1994 | 19 juli     | 31 juli     | 13   | 5               | 2               | 24 juli      | 34,1                            |
| 14  | 1995 | 29 juli     | 3 augustus  | 6    | 3               | 3               | 31 juli      | 32,3                            |
| 15  | 1997 | 5 augustus  | 13 augustus | 9    | 5               | 5               | 13 augustus  | 32,1                            |
| 16  | 1999 | 28 juli     | 4 augustus  | 8    | 3               | 3               | 1/2 augustus | 31,4                            |
| 17  | 2001 | 22 augustus | 26 augustus | 5    | 3               | 3               | 25 augustus  | 31,1                            |
| 18  | 2003 | 31 juli     | 13 augustus | 14   | 7               | 4               | 7 augustus   | 35,0                            |
| 19  | 2004 | 2 augustus  | 11 augustus | 10   | 3               | 2               | 9 augustus   | 32,5                            |
| 20  | 2005 | 18 juni     | 24 juni     | 7    | 3               | 2               | 20 juni      | 32,8                            |
| 21  | 2006 | 30 juni     | 6 juli      | 7    | 3               | 3               | 4 juli       | 32,0                            |
| 22  | 2006 | 15 juli     | 30 juli     | 16   | 8               | 4               | 19 juli      | 35,7                            |
| 23  | 2013 | 21 juli     | 27 juli     | 7    | 3               | 3               | 22 juli      | 32,6                            |
| 24  | 2015 | 30 juni     | 5 juli      | 6    | 3               | 2               | 1 en 2 juli  | 33,1                            |
| 25  | 2018 | 15 juli     | 27 juli     | 13   | 4               | 4               | 26 juli      | 35,7                            |
| 26  | 2018 | 29 juli     | 7 augustus  | 10   | 4               | 2               | 7 augustus   | 33,9                            |
| 27  | 2019 | 22 juli     | 27 juli     | 6    | 4               | 4               | 25 juli      | 37,5                            |
| 28  | 2019 | 23 augustus | 28 augustus | 6    | 3               | 3               | 27 augustus  | 32,8                            |
| 29  | 2020 | 5 augustus  | 17 augustus | 13   | 9               | 8               | 8 augustus   | 34,6                            |
| 30  | 2022 | 9 augustus  | 16 augustus | 8    | 5               | 5               | 12 augustus  | 32,3                            |
| 31  | 2025 | 28 juni     | 2 juli      | 5    | 3               | 3               | 1 juli       | 35,5                            |
| 32  | 2025 | 11 augustus | 15 augustus | 5    | 3               | 3               | 14 augustus  | 31,4                            |

### Regionale hittegolf
Voor een landelijke hittegolf wordt De Bilt als meetpunt gebruikt, maar ook bij de overige meetstations in Nederland worden hittegolven bijgehouden.

### Herwaardering in 2016 van historisch vastgelegde gegevens
Bij herwaardering met nieuwe analysemethodes heeft KNMI op 27 juni 2016 16 hittegolven uit historische data geschrapt, alle in de periode 1911-1950. De zomer van 1947 telde hierdoor slechts één hittegolf, terwijl men er voorheen van was uitgegaan dat dit er vier waren. Drie jaar later werden er Kamervragen over gesteld.

## Definities in de Verenigde Staten
In de Verenigde Staten hanteert men sinds 1900 op de meeste plaatsen de definitie dat er op drie achtereenvolgende dagen een temperatuur van boven de 90 °F (32,2 °C) moet heersen. Maar in sommige delen van het binnenland van Noord-Californië neemt men daar 100 °F (37,7 °C) of (in Redding) zelfs 105 °F (40,6 °C) voor. Op 10 juli 1926 meldde New York dat er reeds 25 slachtoffers waren gevallen vanwege de hittegolf, waarvan 20 in de staat New York. De thermometer wees onafgebroken 91 °F aan.

## Hittegolf in Griekenland
In Griekenland definieert de Griekse Nationale Meteorologische Dienst een hittegolf als drie opeenvolgende dagen bij 39 °C of meer. In deze periode is de minimumtemperatuur 26 °C of meer. Er is geen wind of alleen zwakke wind. Deze omstandigheden komen in een breed gebied voor.

## Gezondheidsrisico's van hitte

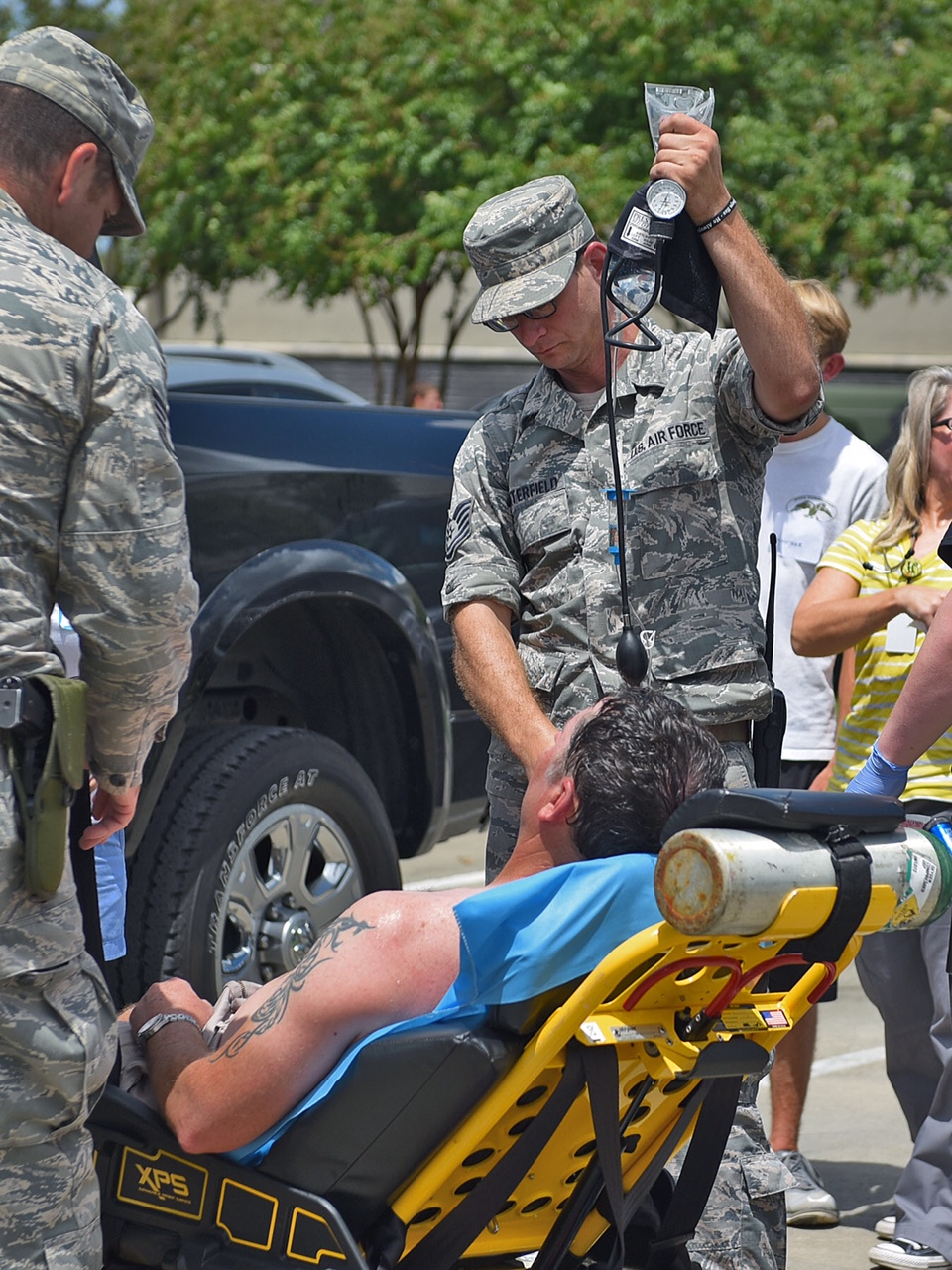
Behandeling van een zonnesteek

Als de temperatuur lang boven de 25 °C blijft, kunnen mensen gezondheidsklachten krijgen door de hitte. Die zijn soms alleen maar vervelend, zoals bij oververhitting. Maar de klachten kunnen ook heel ernstig zijn, zoals bij een hitteberoerte. Hitte kan dodelijk worden bij een natteboltemperatuur (vochtige hitte) van 35 °C. 
Kwetsbare mensen zijn:
- ouderen
- zieken
- mensen met overgewicht
- jonge kinderen
- mensen die alleen wonen
- bezoekers van een festival of ander evenement
- mensen met longaandoeningen (invloed van rook ontwikkelende barbecue, smog)
- mensen die veel buiten zijn, bijvoorbeeld voor werk, sport of buiten spelen of daklozen
- alcoholici (overmatige consumptie van alcoholhoudende gekoelde dranken)

Zeker voor kwetsbare personen is het belangrijk maatregelen te nemen bij grote hitte. Ook voor gezonde personen geldt het advies om veel water te drinken, zware inspanningen te vermijden zeker op de warmste uren, schaduw of koelte op te zoeken en je tegen de zon te beschermen.